# Gokujō Parodius
Gokujō Parodius (極上パロディウス 〜過去の栄光を求めて〜 Gokujō Parodius! ～Kako no Eikō o Motomete～?, literalmente, "¡Fantástico Parodius! ～Busca la gloria pasada～") (también conocido como Fantastic Journey) es un videojuego arcade publicado por Konami en 1994. Es el tercer juego de la serie Parodius, que parodia otros juegos de la empresa, especialmente Gradius y Twinbee. En esta entrega, sin embargo, también se parodia al recordado juego de Irem, R-Type.

## Argumento
Los tentaculofilosos quieren dominar la Tierra nuevamente, pero esta vez, las mujeres de pulpos quieren dominarla con un planeta llamado All Night. Se trata de una nueva turbulía (incluida la de Parodius Da!) a destruir los planes de esa reina llena de tentáculos, sin embargo, una sorpresa los aguarda en el que no se quiere dudar.

## Personajes y armas
Los personajes a elegir por el jugador son:
- Vic Viper y Lord British - personajes de Gradius

- Pentaro y Hanako - personajes de Parodius, pingüinos

- Twinbee y Winbee - personajes de Twinbee

- Takosuke y Belial - pulpos

- Hikaru y Akane - playmates conejitas

- Mambo y Samba - peces luna

- Michael y Gabriel - cerdos alados

- Koitsu y Aitsu - hombres palo volando con avioncitos de Papel

## Jugabilidad
En general, la jugabilidad es idéntica a la de su predecesor Parodius Da!, con varios nuevos personajes a elegir. Como novedad adicional, cuando se juega en modo de dos jugadores, el segundo escogerá de entre un conjunto diferente de personajes. Dichos personajes son clones de los que están a disposición del jugador 1, con diferentes nombres y sprites levemente modificados o con la paleta de colores alterada.

## Música
El juego es ambientado por música clásica europea y tradicional japonesa, aunque en una escena se deja escuchar el Mambo #5 de Dámaso Pérez Prado con un toque remix.

## Otros Medios
- En 1995, Gokujō Parodius fue adaptado a un manga, a cargo de Namie Iwao, que se publicó en el número 49 de la colección Gamest Comics.

- En 1998, Gokujo Parodius fueron saildos como Mini-Notebook/llaveros por Gacha

- Durante el 1999, Furoku poster gokujō parodius (付録ポスター 極上パロディウス?) fue salido, donde aparecieron como Koitsu, Aitsu y la Bruja aprendiz.

- En el episodio 4 del Anime Yu-Gi-Oh! GX, esta carta A-Team: Trap Disposal (トラップしょりはん Ａチーム Torappu Shorihan Ē-Chīmu?), (junto con Koitsu, Aitsu, Doitsu y Soitsu), aparece como gabardina de Vellian Crowler, cuanto revela a Chazz Princeton y sus amigos que tiene muchas cartas raras para dar con él.

- En 2004, Anna Barbowa y Meroowa, Koitsu y Hikaru de Gokujō Parodius, hacen cameos en el pachinko CR Saikoro Tin Douty por Newgin.

- En 2005, CG Cosmo lanza a unas cartas llamada Card Jan Gokujo Parodius (カードじゃん 極上パロディウスCard Jan Gokujo Parodius''?), basada en el tercer juego que ilumina a estos personajes.[2]

- En 2007, los personajes de Gokujō Parodius fue como llaveros como Goku Paro Free (極パロフリー Goku parofurī?)

- En 2025, se lanzo algunas figuras coleccionables como Vic Viper y Takosuke de Gokujo Parodius, que fue publicado por MEF & Team Strike!, donde se mostró a Wonder Festival 2025 Summer.

- El jefe del segundo nivel es una sirena llamada Eliza la cual lleva a manera de sombrero un pequeño barco de madera con un pez en él llamado Neil: una clara referencia a los villanos Neil y Eliza de la serie de anime Candy Candy.[3]

- En el primer nivel (el juego de la grúa) se puede ver que los muñecos de peluche que son tomados por la garra mecánica son parodias de los personajes elegibles por el jugador y de algunos enemigos, incluso hay un muñeco con gran parecido a Mike Wazowski.

## Versiones domésticas
- Nintendo Super Famicom (1994), siendo reeditado en 1997 por cartucho de Nintendo Power.
- PlayStation (1994, en el recopilatorio Gokujō Parodius Da! Deluxe Pack junto con Parodius Da!). Reeditado en 1997 dentro de la línea The Best y en 2003 dentro de la línea PSone Books.
- Sega Saturn (1995, en el recopilatorio Gokujō Parodius Da! Deluxe Pack)
- Aplicación para celular (2007), Consta a Tres partes para conmemorar a los 20 años de la serie.
- PSP (2007, en el recopilatorio Parodius Portable)